# FC Steaua București în sezonul 2010-11
Sezonul 2010-2011 al echipei FC Steaua București va vedea echipa participând în Liga I, Cupa României și Europa League.

## Pozițiile sezonului precedent
|                   | Competiție         | Poziție                 |
| ----------------- | ------------------ | ----------------------- |
| Uniunea Europeană | UEFA Europa League | Locul 3 / Faza grupelor |
| România           | Liga I             | Locul 5                 |
| România           | Cupa României      | Câștigători             |

## Jucători

### Lotul la finalul sezonului
| Nr. |           | Poziție | Jucător                      |
| --- | --------- | ------- | ---------------------------- |
| 1   | România   | P       | Răzvan Stanca                |
| 3   | Nigeria   | F       | Ifeanyi Emeghara             |
| 4   | Bulgaria  | F       | Valentin Iliev               |
| 5   | Argentina | M       | Pablo Brandan                |
| 6   | România   | F       | Florin Gardoș                |
| 7   | România   | M       | János Székely                |
| 8   | România   | M       | Mihai Răduț                  |
| 9   | România   | A       | Lucian Burdujan              |
| 10  | România   | M       | Cristian Tănase              |
| 11  | România   | A       | Marius Onofraș               |
| 12  | România   | P       | Ciprian Tătărușanu (căpitan) |
| 14  | România   | F       | Iasmin Latovlevici           |
| 16  | România   | M       | Bănel Nicoliță               |

| Nr. |            | Poziție | Jucător             |
| --- | ---------- | ------- | ------------------- |
| 17  | România    | A       | Marius Bilașco      |
| 18  | Serbia     | F       | Novak Martinović    |
| 20  | România    | M       | Nicolae Dică        |
| 22  | România    | F       | George Galamaz      |
| 23  | Portugalia | F       | Geraldo Alves       |
| 24  | România    | A       | Romeo Surdu         |
| 25  | România    | F       | Eugen Baciu         |
| 26  | România    | M       | Eric Bicfalvi       |
| 27  | România    | M       | Laurențiu Marinescu |
| 33  | România    | P       | Cezar Lungu         |
| 91  | România    | M       | Cosmin Matei        |
| 99  | Brazilia   | A       | Maicon              |

### Transferuri

#### Veniri
| Nr. |            | Poziție | Jucător                                           |
| --- | ---------- | ------- | ------------------------------------------------- |
| —   | România    | P       | Cosmin Vâtcă (de la Gaz Metan Mediaș)             |
| —   | România    | P       | Daniel Bălan (de la Energiya Khabarovsk)          |
| —   | România    | F       | Emil Ninu (de la Farul Constanța)                 |
| —   | România    | M       | Mihai Onicaș (de la Politehnica Iași)             |
| —   | România    | M       | Andrei Ionescu (de la Politehnica Iași)           |
| 2   | Bulgaria   | F       | Iordan Todorov (de la ȚSKA Sofia)                 |
| 5   | România    | M       | Dorel Stoica (de la Al Ettifaq)                   |
| 11  | România    | M       | Alexandru Păcurar (de la Pandurii Târgu Jiu)      |
| 1   | România    | P       | Răzvan Stanca (de la Pandurii Târgu Jiu)          |
| 8   | România    | M       | Mihai Răduț (de la Internațional Curtea de Argeș) |
| 6   | România    | F       | Florin Gardoș (de la Concordia Chiajna)           |
| 4   | România    | F       | Octavian Abrudan (de la FC Brașov)                |
| 18  | Serbia     | F       | Novak Martinović (de la Pandurii Târgu Jiu)       |
| 23  | Portugalia | F       | Geraldo Alves (de la AEK Atena)                   |
| 14  | România    | F       | Iasmin Latovlevici (de la FC Timișoara)           |
| 20  | Bulgaria   | F       | Stanislav Anghelov (de la Energie Cottbus)        |
| 81  | România    | M       | Cosmin Matei (de la Farul Constanța)              |
| 33  | România    | P       | Cezar Lungu (de la Steaua II București)           |

| Nr. |           | Poziție | Jucător                                                |
| --- | --------- | ------- | ------------------------------------------------------ |
| —   | România   | M       | Claudiu Voiculeț (de la Internațional Curtea de Argeș) |
| 29  | Brazilia  | F       | Éder Bonfim (de la FC Timișoara)                       |
| 22  | România   | F       | George Galamaz (de la Unirea Urziceni)                 |
| 21  | Brazilia  | M       | Ricardo Gomez (de la Unirea Urziceni)                  |
| 27  | România   | M       | Laurențiu Marinescu (de la Unirea Urziceni)            |
| 11  | România   | A       | Marius Onofraș (de la Unirea Urziceni)                 |
| 32  | România   | M       | Iulian Apostol (de la Unirea Urziceni)                 |
| 17  | România   | A       | Marius Bilașco (de la Unirea Urziceni)                 |
| 5   | Argentina | M       | Pablo Brandan (de la Unirea Urziceni)                  |
| 1   | Columbia  | P       | Róbinson Zapata (de la Steaua II București)            |
| 25  | România   | F       | Eugen Baciu (de la Steaua II București)                |
| —   | România   | F       | Gabriel Matei (de la Pandurii Târgu Jiu)               |
| —   | România   | M       | Mihai Onicaș (de la FCM Târgu Mureș)                   |
| 20  | România   | A       | Nicolae Dică (de la Catania Calcio)                    |
| 1   | România   | P       | Răzvan Stanca (de la Pandurii Târgu Jiu)               |
| 9   | România   | A       | Lucian Burdujan (de la FC Vaslui)                      |
| 4   | Bulgaria  | F       | Valentin Iliev (de la Universitatea Craiova)           |
| 99  | Brazilia  | A       | Maicon (de la Volîn Luțk)                              |

#### Plecări
| Nr. |          | Poziție | Jucător                                   |
| --- | -------- | ------- | ----------------------------------------- |
| —   | România  | F       | Daniel Bălan (la Energiya Khabarovsk)     |
| 2   | Cipru    | F       | Stelios Parpas (la AEL Limassol)          |
| 20  | Senegal  | F       | Gora Tall (la APOP)                       |
| 22  | Columbia | A       | Pepe Moreno (la Independiente)            |
| 5   | Bulgaria | F       | Zhivko Zhelev (la Inter Baku)             |
| 18  | România  | F       | Petre Marin (la Unirea Urziceni)          |
| 1   | Columbia | P       | Róbinson Zapata (la Steaua II București)  |
| 17  | România  | F       | Eugen Baciu (la Steaua II București)      |
| —   | România  | P       | Cosmin Vâtcă (la Gaz Metan Mediaș)        |
| —   | România  | F       | Emil Ninu (la Viitorul Constanța)         |
| —   | România  | M       | Mihai Onicaș (la FCM Târgu Mureș)         |
| 8   | România  | M       | Ovidiu Petre (la Al-Nassr)                |
| 4   | Polonia  | F       | Paweł Golański (la Korona Kielce)         |
| 11  | Armenia  | A       | Arman Karamian (la Unirea Urziceni)       |
| 77  | Armenia  | M       | Artavazd Karamian (la Unirea Urziceni)    |
| 15  | România  | F       | Alexandru Tudose (la Gloria Bistrița)     |
| 19  | România  | M       | Mihăiță Pleșan (la Volga Nizhny Novgorod) |

| Nr. |          | Poziție | Jucător                                                   |
| --- | -------- | ------- | --------------------------------------------------------- |
| 8   | Columbia | M       | Juan Carlos Toja (la Aris Salonic)                        |
| —   | România  | M       | Claudiu Voiculeț (la Pandurii Târgu Jiu)                  |
| 2   | Bulgaria | F       | Iordan Todorov (la Minyor Pernik)                         |
| 11  | România  | M       | Alexandru Păcurar (la Universitatea Cluj)                 |
| 1   | România  | P       | Răzvan Stanca (la Pandurii Târgu Jiu)                     |
| 5   | România  | M       | Dorel Stoica (la Universitatea Craiova pentru 100.000 €)  |
| 4   | România  | F       | Octavian Abrudan (la Universitatea Cluj pentru 125.000 €) |
| —   | România  | F       | Gabriel Matei (la Pandurii Târgu Jiu pentru 125.000 €)    |
| 32  | România  | M       | Iulian Apostol (Unirea Urziceni)                          |
| 1   | Columbia | P       | Róbinson Zapata (Galatasaray)                             |
| 28  | România  | A       | Bogdan Stancu (la Galatasaray pentru 6.000.000€)          |
| 9   | Grecia   | A       | Pantelis Kapetanos (CFR Cluj)                             |
| 20  | Bulgaria | M       | Stanislav Anghelov (la Anorthosis Famagusta)              |
| —   | România  | M       | Mihai Onicaș (la Unirea Urziceni)                         |
| 19  | România  | M       | Andrei Ionescu (la Steaua II București)                   |
| —   | Brazilia | F       | Éder Bonfim (la Khazar Lankaran)                          |
| —   | Brazilia | M       | Ricardo Gomez (la Khazar Lankaran)                        |

## Statistici

### Marcatori
| Player             | Liga I | Cupa României | Europa League | Comp. oficiale | Amicale | Total |
| ------------------ | ------ | ------------- | ------------- | -------------- | ------- | ----- |
| Bogdan Stancu      | 13     | 0             | 3             | 16             | 5       | 21    |
| Nicolae Dică       | 4      | 2             | 0             | 6              | 5       | 11    |
| Marius Bilașco     | 5      | 0             | 0             | 5              | 4       | 9     |
| Romeo Surdu        | 4      | 1             | 0             | 5              | 10      | 15    |
| Bănel Nicoliță     | 4      | 1             | 0             | 5              | 3       | 8     |
| Cristian Tănase    | 1      | 0             | 2             | 3              | 3       | 6     |
| Maicon             | 3      | 0             | 0             | 3              | 2       | 5     |
| Geraldo Alves      | 2      | 0             | 0             | 2              | 1       | 3     |
| Marius Onofraș     | 2      | 0             | 0             | 2              | 1       | 3     |
| Pantelis Kapetanos | 1      | 0             | 1             | 2              | 4       | 6     |
| Lucian Burdujan    | 1      | 0             | 0             | 1              | 1       | 2     |
| Dorel Stoica       | 1      | 0             | 0             | 1              | 0       | 1     |
| Alexandru Păcurar  | 1      | 0             | 0             | 1              | 0       | 1     |
| Novak Martinović   | 1      | 0             | 0             | 1              | 0       | 1     |
| Iasmin Latovlevici | 0      | 1             | 0             | 1              | 0       | 1     |
| Florin Gardoș      | 0      | 0             | 1             | 1              | 0       | 1     |
| Éder Bonfim        | 0      | 0             | 1             | 1              | 1       | 2     |
| János Székely      | 0      | 0             | 0             | 0              | 2       | 2     |
| Mihai Răduț        | 0      | 0             | 0             | 0              | 2       | 2     |
| George Galamaz     | 0      | 0             | 0             | 0              | 1       | 1     |
| Ricardo Vilana     | 0      | 0             | 0             | 0              | 1       | 1     |
| Cosmin Matei       | 0      | 0             | 0             | 0              | 1       | 1     |
| Autogoluri         |        |               |               |                |         |       |
| Bogdan Pătrașcu    | 1      | 0             | 0             | 1              | 0       | 1     |
| Ștefan Bărboianu   | 0      | 1             | 0             | 1              | 0       | 1     |
| Emílson Cribari    | 0      | 0             | 1             | 1              | 0       | 1     |
| Alje Schut         | 0      | 0             | 1             | 1              | 0       | 1     |

## Competiți

### Liga I

#### Clasament
| Poz | Echipa    | MJ | V  | E  | Î  | GM | GP | G   | Pct | Promovare sau retrogradare             |
| --- | --------- | -- | -- | -- | -- | -- | -- | --- | --- | -------------------------------------- |
| 3   | Vaslui    | 34 | 18 | 11 | 5  | 51 | 28 | +23 | 65  | LC 2011-2012 Turul trei preliminar     |
| 4   | Rapid     | 34 | 16 | 11 | 7  | 43 | 22 | +21 | 59  | EL 2011-2012 Runda play-off            |
| 5   | Steaua    | 34 | 16 | 9  | 9  | 44 | 27 | +17 | 57  | EL 2011-2012 Runda play-off            |
| 6   | Dinamo    | 34 | 16 | 8  | 10 | 68 | 52 | +16 | 56  | EL 2011-2012 Al treilea tur preliminar |
| 7   | Gaz Metan | 34 | 14 | 13 | 7  | 41 | 32 | +9  | 55  | EL 2011-2012 Al doilea tur preliminar  |

Sursa: FCSB ro
Reguli de clasare: 
1. puncte; 2. pct. în meciurile directe; 3. diferență de golaveraj în meciurile directe; 4. diferență de goluri marcate; 5. diferență de golaveraj; 6. totalul golurilor marcate.
1Steaua a câștigăt Cupei României 2010-2011 astfel calificându-se în playoff-ul UEFA Europa League 2011-2012.
POZ = Poziția în clasament; (C) = Campioană; (R) = Retrogradată; (P) = Promovată; (E) = Eliminată; (O) = Câștigătoare de play-off; (A) = Avansează în runda următoare. 
Aplicabil doar când sezonul nu este terminat: 
(Q) = Calificare în faza competiției indicată; (TQ) = Calificare în competiție, dar încă nu în faza indicată; (RQ) = Calificată în competiția de retrogradare indicată; (DQ) = Descalificată din competiție.

#### Rezultate pe rundă
| Etapă    | 01 | 02 | 03 | 04 | 05 | 06 | 07 | 08 | 09 | 10 | 11 | 12 | 13 | 14 | 15 | 16 | 17 | 18 | 19 | 20 | 21 | 22 | 23 | 24 | 25 | 26 | 27 | 28 | 29 | 30 | 31 | 32 | 33 | 34 |
| -------- | -- | -- | -- | -- | -- | -- | -- | -- | -- | -- | -- | -- | -- | -- | -- | -- | -- | -- | -- | -- | -- | -- | -- | -- | -- | -- | -- | -- | -- | -- | -- | -- | -- | -- |
| Teren    | D  | A  | D  | A  | D  | A  | D  | A  | D  | A  | D  | A  | D  | D  | A  | D  | A  | A  | D  | A  | D  | A  | D  | A  | D  | A  | D  | A  | D  | A  | A  | D  | A  | D  |
| Rezultat | V  | V  | E  | V  | V  | E  | Î  | E  | Î  | V  | Î  | V  | Î  | E  | Î  | V  | E  | V  | V  | Î  | V  | E  | E  | V  | Î  | V  | V  | Î  | E  | V  | Î  | E  | V  | V  |
| Loc      | 3  | 4  | 5  | 4  | 2  | 1  | 3  | 3  | 5  | 4  | 5  | 4  | 6  | 6  | 8  | 7  | 7  | 7  | 6  | 6  | 4  | 6  | 6  | 6  | 5  | 5  | 4  | 6  | 5  | 5  | 6  | 6  | 6  | 5  |

Ultima actualizare: 12 iunie 2011 (UTC)).
Notă: Meciuri

Teren: A = Acasă; D = Deplasare. Rezultat: E = Egal; Î = Înfrângere; V = Victorie; Am. = Amânat.

#### Puncte pe oponent
| Echipă                | Rezultate | Rezultate | Puncte |
| Echipă                | Acasă     | Deplasare | Puncte |
| --------------------- | --------- | --------- | ------ |
| Astra Ploiești        | 1–1       | 0–1       | 1      |
| FC Brașov             | 0–3       | 1–1       | 1      |
| CFR Cluj              | 2–2       | 3–1       | 4      |
| Dinamo București      | 0–1       | 1–2       | 0      |
| Gaz Metan Mediaș      | 0–1       | 0–0       | 1      |
| Gloria Bistrița       | 3–1       | 0–1       | 3      |
| Oțelul Galați         | 1–0       | 0–1       | 3      |
| Pandurii Târgu Jiu    | 2–0       | 1–1       | 4      |
| Rapid București       | 0–1       | 0–0       | 1      |
| Sportul Studențesc    | 4–2       | 2–1       | 6      |
| FCM Târgu Mureș       | 1–0       | 1–0       | 6      |
| FC Timișoara          | 1–1       | 0–0       | 2      |
| Unirea Urziceni       | 5–0       | 0–1       | 3      |
| Universitatea Cluj    | 3–0       | 2–1       | 6      |
| Universitatea Craiova | 2–1       | 1–0       | 6      |
| FC Vaslui             | 1–1       | 3–0       | 4      |
| Victoria Brănești     | 2–1       | 1–0       | 6      |

Sursa: FCSB Arhivat în 17 noiembrie 2010, la Wayback Machine.

#### Rezultate
| 25 iulie 2010Etapa 1 | Universitatea Cluj                  | 1 – 2    | Steaua București                             | Alba Iulia                                                         |  |
| 18:00 EEST           | Boștină 3' Niculescu 8' (pen.), 44' | ProSport | 45' D. Stoica 72', 72' B. Stancu 80' Abrudan | Stadion: Cetate Spectatori: 7,000 (aprox.) Arbitru: Ovidiu Hațegan |  |

| 31 iulie 2010Etapa 2 | Steaua București                                 | 2 – 1 | Universitatea Craiova                                     | București                                                         |  |
| 20:00 EEST           | Geraldo 37' B. Stancu 67' Surdu 78' Bicfalvi 89' | FCSB  | 17' Găman 47' Prepeliță 50' Iliev 77' Ciucă 79' M. Costea | Stadion: Steaua Spectatori: 25,000 (aprox.) Arbitru: Marius Avram |  |

| 7 august 2010Etapa 3 | FC Brașov                                          | 1 – 1    | Steaua București                                         | Brașov                                                                        |  |
| 21:00 EEST           | Oroș 21' Williams 23' Voicu 82' Ilyéș 90+1' (pen.) | ProSport | 26' Abrudan · 68', 90' Nicoliță · 87' Răduț · 90' Stanca | Stadion: Silviu Ploeșteanu Spectatori: 7,500 (aprox.) Arbitru: Cristian Balaj |  |

| 17 august 2010Etapa 4 | Steaua București                       | 2 – 1              | Victoria Brănești                              | București       |  |
|                       | B. Stancu 25', 67' (pen.) Nicoliță 78' | Gazeta Sporturilor | 47' Simion 56' (pen.), 65' Olariu 66' Marincău | Stadion: Steaua |  |

| 22 august 2010Etapa 5 | FC Vaslui            | 0 – 3    | Steaua București                                                                     | Vaslui             |  |
|                       | Milanov 43' Papp 87' | ProSport | 5', 53' Surdu 27' Cr. Tănase 41' Geraldo 46' B. Stancu 76' Păcurar 90+1' Latovlevici | Stadion: Municipal |  |

| 29 august 2010Etapa 6 | Steaua București        | 1 – 1              | FC Timișoara                       | București       |  |
|                       | Păcurar 53' Geraldo 79' | Gazeta Sporturilor | 25' Burcă 80' Contra 90+1' Scutaru | Stadion: Steaua |  |

| 11 septembrie 2010Etapa 7 | Unirea Urziceni       | 1 – 0             | Steaua București           | Urziceni             |  |
|                           | Semedo 61' Cernea 82' | Evenimentul zilei | 50' Emeghara 90' Kapetanos | Stadion: Tineretului |  |

| 20 septembrie 2010Etapa 8 | Steaua București                         | 1 – 1    | Astra Ploiești                                                          | București                                         |  |
|                           | Kapetanos 17' Cr. Tănase 38' Galamaz 70' | ProSport | 52' Strătilă 72' Mățel 75' Goian 89' Miranda 90' Mihalache 90+5' Lukacs | Stadion: Stadionul Steaua Arbitru: Robert Dumitru |  |

| 28 septembrie 2010Etapa 9 | Oțelul                   | 1 – 0    | Steaua București                      | Galați                                    |  |
|                           | Sârghi 19' Sălăgeanu 34' | ProSport | 25' Nicoliță 65' Surdu 82' Cr. Tănase | Spectatori: 12,000 Arbitru: Istvan Kovacs |  |

| 3 octombrie 2010Etapa 10 | Steaua București                                       | 4 – 2    | Sportul Studențesc                                                                     | București                 |  |
| 20:00                    | B. Stancu 5', 42' Pătrașcu 31' (aut.) Bilașco 63', 67' | ProSport | 3', 90+2' (pen.) Varga 41' Cruceru 58' Ferfelea 82' Pătrașcu 89' Curelea 90+3' Chihaia | Stadion: Stadionul Steaua |  |

| 17 octombrie 2010Etapa 11 | Dinamo                                                                              | 2 – 1     | Steaua București                                                           | București                                                          |  |
| 20:30                     | N'Doye 3' Torje 21' Ad. Cristea 30' (pen.) Niculae 35' (pen.) Niculae 36' Alexe 55' | EuroSport | 23' B. Stancu 28' Gardoș 35' Tătărușanu 55' Vilana 64' Apostol 87' Bilașco | Stadion: Stadionul Dinamo Spectatori: 12,000 Arbitru: Marius Avram |  |

| 25 octombrie 2010Etapa 12 | Steaua București                  | 2 – 0    | Pandurii               | București                                                         |  |
| 20:30                     | B. Stancu 62', 70' Cr. Tănase 77' | ProSport | 47' Voiculeț 76' Viera | Stadion: Steaua Spectatori: 6,000 (aprox.) Arbitru: Radu Petrescu |  |

| 31 octombrie 2010Etapa 13 | Gloria Bistrița                                                           | 1 – 0    | Steaua București                                 | Bistrița                                                           |  |
| 19:30                     | J. Moraes 6' (pen.), 62' Keita 35' Frăsinescu 64' B. Moraes 75' Albuț 84' | ProSport | 24' Galamaz 35' Brandán 49' Nicoliță 58' Ricardo | Stadion: Gloria Spectatori: 6,000 (aprox.) Arbitru: Robert Dumitru |  |

| 8 noiembrie 2010Etapa 14 | Rapid București                   | 0 – 0    | Steaua București            | București                                                             |  |
| 20:30                    | Grigore 25' Costa 34' Božović 61' | ProSport | 15' Ricardo 90+2' Kapetanos | Stadion: Giulești Spectatori: 12,000 (aprox.) Arbitru: Cristian Balaj |  |

| 14 noiembrie 2010Etapa 15 | Steaua București                    | 0 – 1    | Gaz Metan                                 | București                                                               |  |
| 17:00                     | Brandán 37' Geraldo 37' Novak 90+3' | ProSport | 4' Eric 36' Trtovac 55' Buzean 69' Pleșca | Stadion: Steaua Spectatori: 0 (close doors) Arbitru: Teodor Crăciunescu |  |

| 20 noiembrie 2010Etapa 16 | FCM Târgu Mureș                                                                           | 0 – 1    | Steaua București | Târgu Mureș                                                            |  |
| 14:00                     | Stere 7' · Bruno Fernandes 13' · Astafei 18' · Topić 41', 65' · Roman 64' · Vasilache 67' | ProSport | 3' Brandán · 20' Galamaz · 21' Cr. Tănase · 30' Ricardo · 34' Bicfalvi · 78' Kapetanos · 81' B. Stancu · 90+2' Bilașco | Stadion: Trans-Sil Spectatori: 8,000 (aprox.) Arbitru: Alexandru Tudor |  |

| 28 noiembrie 2010Etapa 17 | Steaua București                                             | 2 – 2    | CFR Cluj                                                        | București                                                         |  |
| 21:00                     | B. Stancu 28', 50' (pen.) Geraldo 49' Gardoș 69' Galamaz 75' | ProSport | 11' Culio 26' Edimar 27' Nuno Claro 66', 82' Peralta 78' Traoré | Stadion: Steaua Spectatori: 12,000 (aprox.) Arbitru: Marius Avram |  |

| 6 decembrie 2010Etapa 18 | Steaua București                                                             | 3 – 0    | Universitatea Cluj   | București                                                          |  |
| 20:30                    | Novak 21', 28' Ricardo 64' Bilașco 66' Geraldo 74' Székely 78' B. Stancu 90' | Antena 1 | 41' Piț 89' Izvoranu | Stadion: Steaua Spectatori: 6,000 (aprox.) Arbitru: Cristian Balaj |  |

| 27 februarie 2011Etapa 19 | Universitatea Craiova                         | 0 – 1    | Steaua București         | Craiova                                                         |  |
| 20:30                     | Ologu 41' Prepeliță 57' Lopes 60' Dănănae 73' | ProSport | 31' Bilașco 54' Nicoliță | Stadion: Ion Oblemeco Spectatori: 9,000 Arbitru: Cristian Balaj |  |

| 6 martie 2011Etapa 20 | Steaua București                     | 0 – 3    | FC Brașov                                      | București                                                          |  |
| 20:00                 | Geraldo 20' · Dică 36' · Galamaz 66' | ProSport | 27' Toloza 30' Cristescu 34' Teixeira 64' Oroș | Stadion: Steaua Spectatori: 6,000 (aprox) Arbitru: Alexandru Tudor |  |

| 11 martie 2010Etapa 21 | Victoria Brănești | 0 – 1    | Steaua București      | Buzău                                                                   |  |
| 20:30                  | Nicola 4'         | ProSport | 56' Răduț 63' Onofraș | Stadion: Stadionul Municipal Spectatori: 10,000 Arbitru: Robert Dumitru |  |

| 19 martie 2011Etapa 22 | Steaua București                     | 1 – 1 | FC Vaslui                                              | București                                                          |  |
| 20:30                  | Nicoliță 51' Székely 53' Ricardo 60' | FCSB  | 30' Papp 55' Sânmărtean 78' Milisavljević 80' Adaílton | Stadion: Steaua Spectatori: 11,000 (aprox.) Arbitru: István Kovács |  |

| 2 aprilie 2011Etapa 23 | FC Timișoara         | 0 – 0      | Steaua București                              | Timișoara                                                                    |  |
| 19:30                  | Rocha 44' Magera 63' | Realitatea | 18' Bicfalvi 35' Maicon 54' Bonfim 81' Gardoș | Stadion: Dan Păltinișanu Spectatori: 32,000 (aprox.) Arbitru: Cristian Balaj |  |

| 5 aprilie 2011Etapa 24 | Steaua București                                                           | 5 – 0    | Unirea Urziceni            | București                                               |  |
| 20:30                  | Nicoliță 8', 39' Geraldo 10', 75' Dică 63' (pen.) Burdujan 83' Brandán 85' | ProSport | 9' Teușan · 64' 90+1' Nicu | Stadion: Steaua Spectatori: 6,000 Arbitru: Florin Miron |  |

| 10 aprilie 2011Etapa 25 | Astra Ploiești                        | 1 – 0   | Steaua București | Ploiești                                                          |  |
| 21:00                   | N'Doye 85' Mihalache 90+1' Stan 90+2' | HotNews | 21' Marinescu    | Stadion: Astra Spectatori: 5,000 (aprox.) Arbitru: Ovidiu Hațegan |  |

| 13 aprilie 2011Etapa 26 | Steaua București                 | 1 – 0    | Oțelul                                        | București                                                         |  |
| 21:30                   | Maicon 25' Dică 66' Nicoliță 79' | ProSport | 36' Neagu 56' S. Ilie 86' Viglianti Perendija | Stadion: Steaua Spectatori: 5,000 (aprox.) Arbitru: István Kovács |  |

| 16 aprilie 2011Etapa 27 | Sportul Studențesc                                       | 1 – 2    | Steaua București                  | București                                                         |  |
| 17:45                   | Patriche 41' Tb. Bălan 55' Cr. Irimia 65' Postolache 76' | ProSport | 75', 80', 86' Maicon 81' Bicfalvi | Stadion: Regie Spectatori: 5,000 (aprox.) Arbitru: Robert Dumitru |  |

| 25 aprilie 2011Etapa 28 | Steaua București      | 0 – 1    | Dinamo                                                            | București                                                                   |  |
| 20:30                   | Geraldo 53' Răduț 79' | ProSport | 21' C. Munteanu 43' Bărboianu 63' Torje 71' Țucudean 74' Bordeanu | Stadion: Stadionul Steaua Spectatori: 23,000 (aprox.) Arbitru: Marius Avram |  |

| 28 aprilie 2011Etapa 29 | Pandurii                   | 1 – 1    | Steaua București                     | Drobeta-Turnu Severin                                                 |  |
| 20:30                   | Štromajer 43' Pintilii 81' | ProSport | 27' Bonfim 29' Maicon 66' Cr. Tănase | Stadion: Municipal Spectatori: 16,000 (aprox.) Arbitru: Radu Petrescu |  |

| 1 mai 2011Etapa 30 | Steaua București          | 3 – 1    | Gloria Bistrița | București                                                         |  |
| 20:30              | Onofraș 24' Dică 43', 51' | ProSport | 26' Bâlbă       | Stadion: Stadionul Steaua Spectatori: 1,972 Arbitru: Mihai Prodan |  |

| 4 mai 2011Etapa 31 | Steaua București                                | 0 – 1          | Rapid București                                     | București                                                                    |  |
| 20:30              | Dică 17' Nicoliță 71' Marinescu 81' Geraldo 86' | România Liberă | 28', 70' Pancu 76' Božović 85' Ezequias 90+3' Coman | Stadion: Stadionul Steaua Spectatori: 8,000 (aprox.) Arbitru: Robert Dumitru |  |

| 8 mai 2011Etapa 32 | Gaz Metan                 | 0 – 0    | Steaua București                        | Mediaș                                                                              |  |
| 21:53              | A. Munteanu 43' Todea 59' | ProSport | 29' Bilașco 53' Emeghara 84' Cr. Tănase | Stadion: Stadionul Gaz Metan Spectatori: 7,000 (aprox.) Arbitru: Teodor Crăciunescu |  |

| 16 mai 2011Etapa 33 | Steaua București                                   | 1 – 0    | FCM Târgu Mureș | București                                                                  |  |
| 20:00               | Dică 25' (pen.) · Brandán 50' · Martinović 76' 80' | ProSport | 70' Iencsi      | Stadion: Stadionul Steaua Spectatori: 2,800 (aprox.) Arbitru: Marius Avram |  |

| 21 mai 2011Etapa 34 | CFR Cluj                                                   | 1 – 3    | Steaua București                                                                       | Cluj-Napoca                                                                                         |  |
| 17:30               | Mureșan 4' · Cadú 22' 72' · Koné 37' · Buș 43' · Panin 74' | ProSport | 5' Surdu 10', 89' Bilașco 18', 49' Nicoliță 41' Bicfalvi 77' Latovlevici 90+3' Székely | Stadion: Stadionul Dr. Constantin Rădulescu Spectatori: 15,000 (aprox.) Arbitru: Sebastian Colțescu |  |

### Cupa României

#### Rezultate
| 23 septembrie 2010Șaisprezecimi | Gaz Metan CFR Craiova | 0 – 1    | Steaua București         | Craiova                                                            |  |
| 20:30                           | Oprea 70' Firoiu 81'  | Adevărul | 56' Brandán 63' Nicoliță | Stadion: Ion Oblemenco Spectatori: 6,000 Arbitru: Adrian Comănescu |  |

| 27 octombrie 2010Optimi                 | Steaua București                        | 1 – 1 (3 – 1 d.l.d.)              | Sportul Studențesc            | București                                                              |  |
| 20:45                                   | Latovlevici 72' Novak 105' Angelov 112' | ProSport                          | 19' T. Bălan 120+1' Niculescu | Stadion: Steaua Spectatori: 3,000 (approx.) Arbitru: Alexandru Deaconu |  |
|                                         | Penalty-uri de departajare⁠(d)           |                                   |                               |                                                                        |  |
| Székely · Bilașco · Kapetanos · Angelov |                                         | Rațiu · Irimia · T. Bălan · Varga |                               |                                                                        |  |

| 11 noiembrie 2010Sferturi | Rapid București                           | 0 – 1             | Steaua București                                                                     | București                                                     |  |
| 20:45                     | António 50' M. Constantin 54' Grigore 80' | Prosport Sport.ro | 45' Brandán 45+9' Galamaz 49' Surdu 62' Cr. Tănase 65' Novak 71' Bicfalvi 85' Gardoș | Stadion: Giulești Spectatori: 10,000 Arbitru: Alexandru Tudor |  |

| 21 aprilie 2011Semifinale Tur | Steaua București | 0 – 0    | FC Brașov | București                                                          |  |
| 20:45                         | Bicfalvi 80'     | ProSport |           | Stadion: Steaua Spectatori: 7,200 (aprox.) Arbitru: Cristian Balaj |  |

| 11 mai 2011Semifinale Retur | FC Brașov                                         | 1 − 1 | Steaua București             | Brașov                                                                |  |
| 20:45                       | Ilyéș 41' (pen.) · Teixeira 57' 87' · Voicu 90+3' |       | 11', 86' Dică 44' Cr. Tănase | Stadion: Silviu Ploeșteanu Spectatori: 10,000 Arbitru: Cristian Balaj |  |

| 25 mai 2011Finala | Steaua București                                     | 2 − 1    | Dinamo București                                                                    | Brașov                                                             |  |
| 21:15             | Moți 17' Torje 33', 69' Mărgăritescu 78' Bakaj 90+1' | ProSport | 24' Dică 51' (aut.) Bărboianu 76' Bilașco 85' Székely 90' Cr. Tănase 90+4' Nicoliță | Stadion: Silviu Ploeșteanu Spectatori: 7,500 Arbitru: Marius Avram |  |

### UEFA Europa League

#### Rezultate
| 19 august 2010Play-off Tur | Steaua București          | 1 – 0 | Grasshopper Zürich | București                                                                    |  |
| 20:45                      | B. Stancu 71' Surdu 90+1' | UEFA  | 90+1' Salatić      | Stadion: Steaua Spectatori: 20,000 (aprox.) Arbitru: Jonas Eriksson (Suedia) |  |

| 24 august 2010Play-off Retur                     | Grasshopper Zürich                     | 1 – 0 (3 – 4 d.l.d.)                      | Steaua București                                                 | Zürich                                              |  |
| 20:30                                            | Salatić 77' Emeghara 80' Paulinho 111' | UEFA                                      | 17' Abrudan 30' Geraldo 75' Angelov 81' Emeghara 92' Latovlevici | Stadion: Letzigrund Arbitru: Milorad Mažić (Serbia) |  |
|                                                  | Penalty-uri de departajare⁠(d)          |                                           |                                                                  |                                                     |  |
| Smiljanić · Salatić · Abrashi · Hajrović · Adili |                                        | B. Stancu · Surdu · Angelov · Latovlevici |                                                                  |                                                     |  |

| 16 septembrie 2010Grupe Tur | Liverpool                                 | 4 – 1 | Steaua București                                      | Liverpool                                                     |  |
| 20:00 GMT                   | Cole 1' N'Gog 55' (pen.), 90+1' Lucas 81' | UEFA  | 13' Cr. Tănase 44' Abrudan 55' Kapetanos 90+1' Bonfim | Stadion: Anfield Road Arbitru: César Muñiz Fernández (Spania) |  |

| 30 septembrie 2010Grupe Tur | Steaua București                                                                                              | 3 – 3 | Napoli                                                       | București                                                                             |  |
| 20:00                       | Cribari 2' (aut.) · Cr. Tănase 12' · Kapetanos 16', 31' · Tătărușanu 63' · Nicoliță 90+8' · Latovlevici 90+8' | UEFA  | 44' Vitale 55' Lavezzi 73' Hamšík 90+1' Gargano 90+8' Cavani | Stadion: Stadionul Steaua Spectatori: 10,300 (aprox) Arbitru: Marcin Borski (Polonia) |  |

| 21 octombrie 2010Grupe Tur | Utrecht                            | 1 – 1 | Steaua București                               | Utrecht                                             |  |
| 20:00                      | Mertens 29' Wuytens 35' Duplan 60' | UEFA  | 74' Geraldo 75' (aut.) Schut 90+2' Latovlevici | Stadion: Galgenwaard Arbitru: Said Ennjimi (Franța) |  |

| 4 noiembrie 2010Grupe Retur | Steaua București                                                 | 3 – 1 | Utrecht                          | București                                                                               |  |
| 22:05                       | Ricardo 12' Nicoliță 20' Gardoș 29' Novak 38' B. Stancu 52', 53' | UEFA  | 22' Neșu 33' Mertens 90' Wuytens | Stadion: Stadionul Steaua Spectatori: 7,000 (aprox.) Arbitru: Stanislav Sukhina (Rusia) |  |

| 2 decembrie 2010Grupe Retur | Steaua București                       | 1 – 1 | Liverpool     | București                                                   |  |
| 19:00 CET                   | Surdu 20' Bonfim 61', 81' Nicoliță 63' | UEFA  | 19' Jovanović | Stadion: Stadionul Steaua Arbitru: Bülent Yıldırım (Turcia) |  |

| 15 decembrie 2010Grupe Retur | Napoli                                                         | 1 – 0 | Steaua București                             | Napoli                                                                                |  |
| 22:05                        | Maggio 73' · Cannavaro 76' 90+6' · Cavani 90+3' · Zúñiga 90+4' | UEFA  | 11' Székely 66' Bonfim 81' Surdu 90+6' Novak | Stadion: Stadio San Paolo Spectatori: 45,000 (aprox.) Arbitru: Pavel Královec (Cehia) |  |

### Meciuri amicale
| 27 iunie 2010Primul amical | Steaua București         | 2 – 0 | APOEL | Austria                  |  |
|                            | Cr. Tănase 49' Surdu 72' | FCSB  |       | Arbitru: Alexandru Tudor |  |

| 30 iunie 2010Al doilea amical | Steaua București | 1 – 0 | Viktoria Plzeň | Bad Gastein              |  |
|                               | B. Stancu 75'    | FCSB  |                | Arbitru: Alexandru Tudor |  |

| 7 iulie 2010Al treilea amical | Steaua București                         | 4 – 1 | Zagłębie Lubin | Austria                 |  |
|                               | Nicoliță 8' B. Stancu 28', 73' Surdu 70' | FCSB  | 18' Kędziora   | Arbitru: Cristian Balaj |  |

| 9 iulie 2010Al patrulea amical | Steaua București | 1 – 0 | Olympiacos | Aschheim |  |
|                                | B. Stancu 13'    | FCSB  |            |          |  |

| 11 iulie 2010Al cincilea amical | Steaua București | 1 – 0 | Ferencváros |  |  |
|                                 | Surdu 30'        | FCSB  |             |  |  |

| 13 iulie 2010Al șaselea amical | Steaua București                     | 3 – 0                            | WSG Wattens | Wattens                      |  |
|                                | B. Stancu 22' Nicoliță 23' Surdu 70' | FCSB Match suspended in min. 80. |             | Stadion: Alpenstadion Watten |  |

| 9 octombrie 2010Al șaptelea amical | Steaua București                                                         | 9 – 0 | CS Tunari | București               |  |
| 11:00                              | Kapetanos 9', 15', 40', 66' Surdu 17', 55' Cr. Tănase 60', 70' Matei 83' |       |           | Stadion: Steaua Complex |  |

| 21 ianuarie 2011Al optulea amical | Steaua București        | 2 – 0 | Hoffenheim II | Antalya                  |  |
| 15:00                             | Székely 19' Ricardo 44' |       |               | Stadion: Arcadia Complex |  |

| 24 ianuarie 2011Al nouălea amical | Steaua București | 1 – 1 | Kapfenberger    | Antalya                  |  |
| 18:00                             | Răduț 61'        |       | 69' Gregoritsch | Stadion: Arcadia Complex |  |

| 31 ianuarie 2011Al zecelea amical | Steaua București               | 4 – 1 | Sheriff Tiraspol | Turcia |  |
| 17:00                             | Dică 17', 60', 61' Galamaz 35' |       | 73' Jymmy        |        |  |

| 2 februarie 2011Al unsprezecelea amical | Steaua București | 1 – 1 | Dinamo Zagreb | Turcia |  |
|                                         | Bilașco 53'      |       | 38' Morales   |        |  |

| 6 februarie 2011Al doisprezecelea amical | Steaua București | 1 – 2 | Lech Poznań            | Belek |  |
|                                          | Nicoliță 51'     |       | 8' Rudņevs 39' Krivets |       |  |

| 8 februarie 2011Al treisprezecelea amical | Steaua București | 1 – 0 | FC Koper | Turcia |  |
|                                           | Surdu 81' (pen.) |       |          |        |  |

| 10 februarie 2011Al patrusprezecelea amical | Steaua București | 0 – 0 | Steaua Roșie Belgrad | Turcia |  |
|                                             |                  |       |                      |        |  |

| 13 februarie 2011Al cincisprezecelea amical | Steaua București | 1 – 1 | Debrecen  | Turcia |  |
|                                             | Geraldo 28'      |       | 34' Kabát |        |  |

| 20 februarie 2011Al șaisprezecelea amical | Steaua București                                                                                      | 11 – 0 | CS Tunari | București               |  |
|                                           | Bilașco 2', 14' Dică 5', 16' Surdu 30', 41' Bonfim 42' Székely 50' Onofraș 62' Răduț 64' Burdujan 80' |        |           | Stadion: Steaua Complex |  |

| 26 martie 2011Al șaptesprezecelea amical | Dacia Chișinău | 0 – 4 | Steaua București                        | Chișinău        |  |
| 17:00                                    |                |       | 18' Surdu 35', 43' Maicon 90+2' Bilașco | Stadion: Zimbru |  |

## Locul în clasamentul echipelor UEFA
Acesta este actualul coeficient al echipei, include și sezonul 2009-2010.

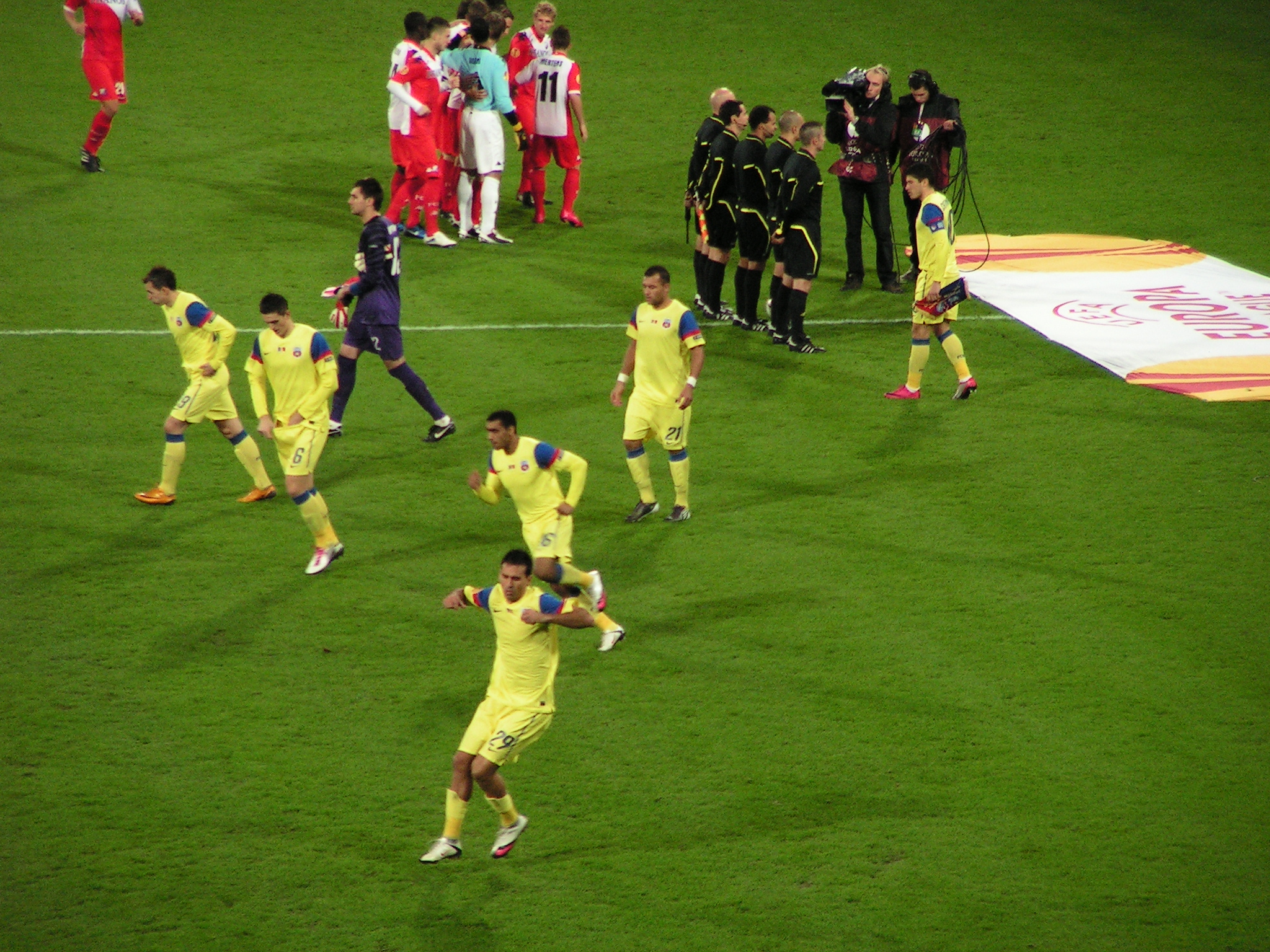
Jucătorii Stelei înaintea startului partidei cu FC Utrecht din Europa League.

| Loc | Echipă            | Puncte | Sus / Jos |
| --- | ----------------- | ------ | --------- |
| 35  | Schalke 04        | 54.841 | ▼ (–10)   |
| 36  | Espanyol          | 53.951 | ▼ (–3)    |
| 37  | VfB Stuttgart     | 52.841 | ▲ (+6)    |
| 38  | Basel             | 48.675 | ▼ (–1)    |
| 39  | AZ Alkmaar        | 48.309 | ▼ (–17)   |
| 40  | Steaua București  | 47.898 | ▼ (–8)    |
| 41  | Lille OSC         | 46.748 | ▼ (–1)    |
| 42  | Everton F.C.      | 44.371 | ▲ (+12)   |
| 43  | Galatasaray S.K.  | 43.890 | ▲ (+17)   |
| 44  | Dinamo Kiev       | 42.910 | ▼ (–3)    |
| 45  | R.S.C. Anderlecht | 42.580 | ▲ (+20)   |